# Botryotrichum peruvianum
Botryotrichum peruvianum är en svampart som beskrevs av Matsush. 1975. Botryotrichum peruvianum ingår i släktet Botryotrichum och familjen Chaetomiaceae.   Inga underarter finns listade i Catalogue of Life.